# Östtysklands herrlandslag i vattenpolo
Östtysklands herrlandslag i vattenpolo representerade det tidigare Östtyskland i vattenpolo på herrsidan. Laget slutade på sjätte plats i 1968 års olympiska turnering.

### Fotnoter
1. ↑  Todor Krastev (12 mars 1968). ”Men Water Polo Olympic Games 1968 Mexico City (MEX) - 14-26.10 Winner Yugoslavia” (på engelska). Sport Statistics. Arkiverad från originalet den 20 juni 2015. https://web.archive.org/web/20150620060956/http://todor66.com/Water_Polo/Olympic/Men_1968.html. Läst 27 juni 2015.